# Asaphoideus niger
Asaphoideus niger är en stekelart som beskrevs av Girault 1913. Asaphoideus niger ingår i släktet Asaphoideus och familjen puppglanssteklar. Inga underarter finns listade.